# Revolución de las Reformas
La Revolución de las Reformas   fue un movimiento militar en Venezuela entre el 7 de junio de 1835 y el 1 de marzo de 1836, en contra del gobierno de José María Vargas, del Congreso conservador y de la influencia de José Antonio Páez. Fue protagonizada por destacados próceres de la independencia como Santiago Mariño, Diego Ibarra, Pedro Briceño Méndez, José Laurencio Silva, José María Melo, Blas Bruzual, Luis Perú de Lacroix, Pedro Carujo, José Tadeo Monagas, Renato Beluche, Francisco Carabaño, Andrés Level de Goda, Juan Antonio Sotillo, Manuel Valdés, Carlos Castelli y Estanislao Rendón.

## Ideario

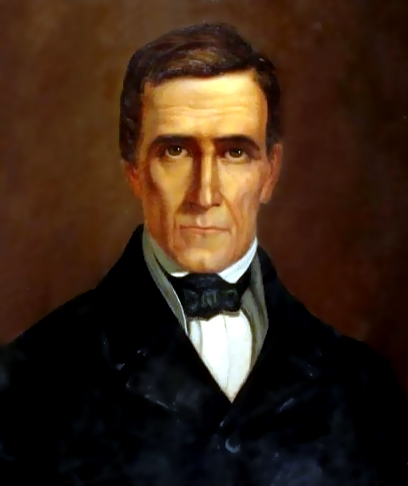
José María Vargas.

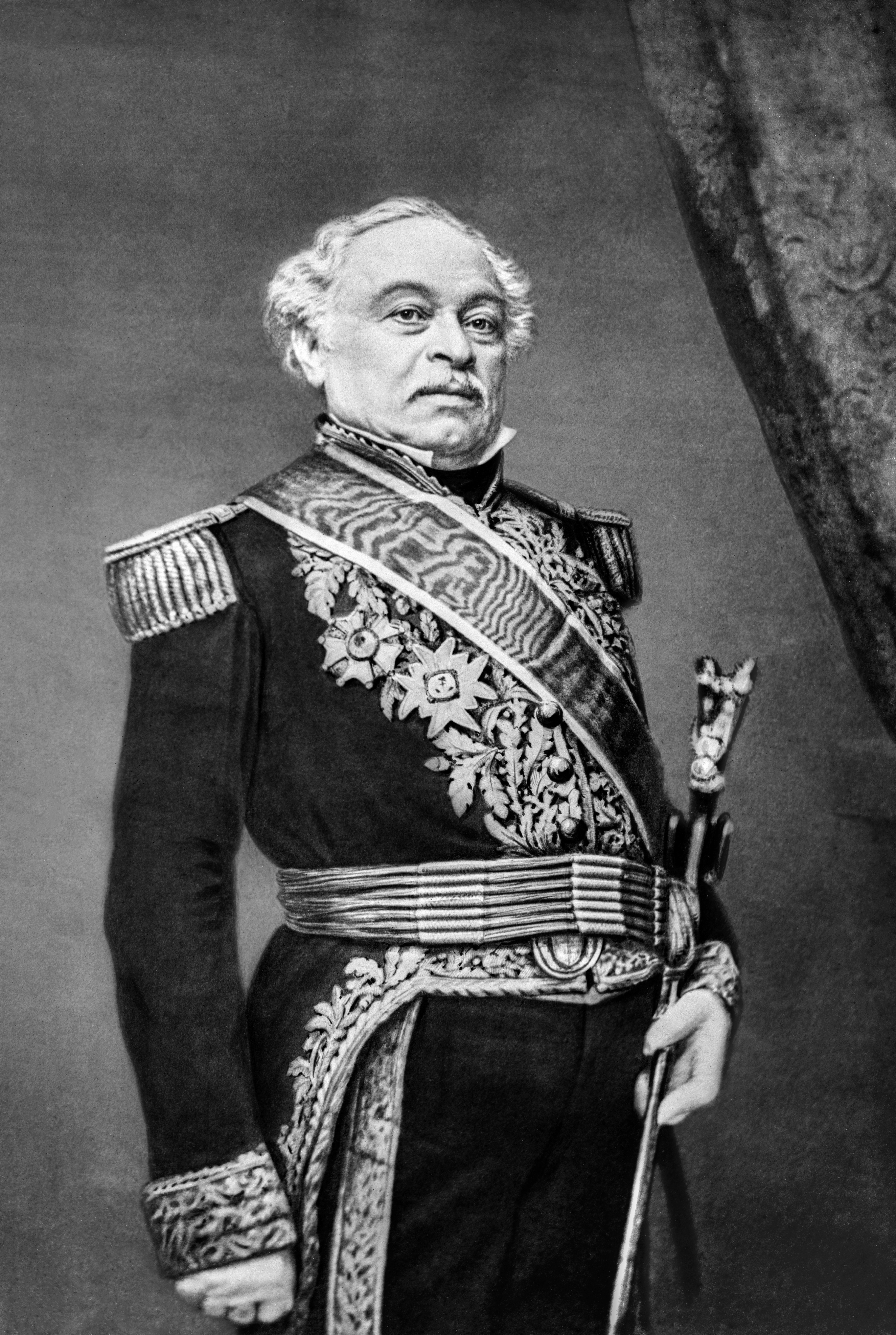
El General José Antonio Páez dirigió la reacción contra los reformistas.

Los sublevados reivindicaban en primer lugar la reconstitución de la Gran Colombia y reformas políticas como la instauración del federalismo, establecer el fuero militar, la religión católica como la del Estado y reivindicar el nombre del Libertador Simón Bolívar. Denunciaban la existencia de la «oligarquía» fortalecida por el comercio de importación y exportación y la protección de la Gran Colombia.
Los reformistas se opusieron al gobierno de José María Vargas y al Congreso, que representaban la alianza entre los «godos», llamados así porque apoyaron la dominación española y pertenecieron al bando realista durante la guerra de independencia, y «conservadores», blancos criollos, liberales en lo económico y político, con el general José Antonio Páez y sus partidarios. Los militares consideraron una afrenta la devolución de sus haciendas a los «godos», las cuales habían sido entregadas en pago por su servicio militar a muchos luchadores por la independencia. También fue abolido el fuero militar que tenían los integrantes del Ejército Libertador. Consideraban la forma de gobierno «mixto» centro-federal como una manera de imponer la hegemonía de la oligarquía de Caracas y Valencia. José María Vargas objeta al proyecto de una ley de impuesto subsidiario del 1% propuesto por el Congreso, pero las cámaras lo aprueban. Vargas responde invocando la violación de la constitución por parte del Senado. El 29 de abril de 1835 Vargas presentó su renuncia, alegando que no disponía de la fuerza suficiente para mantener la paz entre las facciones en pugna. A pesar de que la renuncia no fue aceptada, sus adversarios la interpretaron como una muestra de debilidad.

## Rebelión

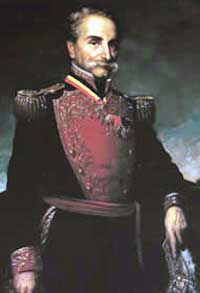
General Diego Ibarra.

El 7 de junio de 1835 estalló la insurrección en Maracaibo, proclamó el sistema federal y al general Santiago Mariño como jefe del movimiento armado; aunque esta sublevación fracasó, sólo fue el inicio del alzamiento en todo el país. En Caracas, la rebelión estalló en la noche del 7 al 8 de junio de 1835. Pedro Carujo, jefe del batallón Anzoátegui y el entonces capitán Julián Castro, pusieron bajo arresto domiciliario al presidente Vargas el 8 de julio. En esa oportunidad ocurre el célebre diálogo entre Carujo y Vargas que la historiografía ha recogido para la posteridad: «El mundo es de los valientes», le dice Carujo a Vargas. A lo cual contesta el mandatario: «No, el mundo es del hombre justo; es el hombre de bien, y no el valiente, el que siempre ha vivido y vivirá feliz sobre la tierra y seguro sobre su conciencia». Vargas y el vicepresidente Andrés Narvarte salieron desterrados para la isla danesa de Saint Thomas.

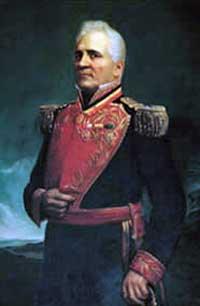
General José Laurencio Silva.

Luego de tomar el poder en Caracas, el 9 de julio de 1835, el jefe militar Pedro Briceño Méndez dio a conocer un Manifiesto en el que se condenaba tanto a la Constitución Nacional como al conjunto de leyes promulgadas durante la presidencia de José Antonio Páez, y se planteaba que la conducción del proceso de reformas estaría a cargo de los patriotas que años antes habían derramado su sangre en la Guerra de Independencia.
Fue designado como jefe superior del nuevo gobierno el general Santiago Mariño y como jefe de tropas al general Pedro Carujo. Tras controlar totalmente a Caracas, el movimiento se propagó por toda Venezuela, desde Zulia, oriente y Carabobo.
Páez, quien había quedado alejado coyunturalmente del gobierno, tras la derrota de su candidato Carlos Soublette en las elecciones presidenciales de 1835 marchó desde su propiedad de San Pablo a 190 km de Caracas, a apoyar a las autoridades destituidas, desde el 15 de julio de 1835. Dado su prestigio militar y su popularidad, al pasar Páez por Valencia, Maracay y La Victoria, reclutó numerosos milicianos y además a parte de las tropas que al mando del general José Laurencio Silva, habían sido enviadas desde Caracas para combatirlo.

## Derrota
José Antonio Páez entró a Caracas el 28 de julio de 1835, tras haber sido la capital abandonada por los reformistas. Estableció un Consejo de Gobierno y encargó de la Presidencia al general José María Carreño, a la vez que envió una comisión a Saint Thomas para traer de vuelta a José María Vargas y a Andrés Narvarte. El 20 de agosto de 1835, Vargas recuperó la presidencia de la República.
Mariño y sus seguidores se refugiaron en el oriente del país, protegidos por José Tadeo Monagas. El 3 de noviembre de 1835, José Antonio Páez decretó el indulto para los principales jefes de la revolución, que aún combatían en oriente. La mayoría de los rebeldes cesaron la lucha, pero el 17 de diciembre de 1835 inicio el Sitio de Puerto Cabello cuando un grupo de reformistas bajo el mando de Blas Bruzual y Pedro Carujo toman la plaza de Puerto Cabello y declaró el puerto en estado de sitio. Páez y el general León de Febres Cordero intervinieron en los combates en los cuales tanto Bruzual como Carujo fueron capturados el 24 de diciembre de 1835.  
Pedro Carujo fue herido, y como consecuencia de la infección murió en Valencia mientras que  Bruzual fue encarcelado y luego escaparía para dirigirse a Colombia. Finalmente, con el control de Maracaibo el 1 de enero de 1836, y luego con la rendición de Puerto Cabello el 1 de marzo de 1836, llegaba a su fin la contienda armada. Tras la derrota de la rebelión, el presidente Vargas enfrentado a la mayoría del Congreso, renunció a la presidencia el 24 de abril de 1836. La derrota de los reformistas significó el triunfo del civilismo conservador y su régimen de instituciones constitucionales.